# Henry Boardman Conover
 (septembre 2019).
Si vous disposez d'ouvrages ou d'articles de référence ou si vous connaissez des sites web de qualité traitant du thème abordé ici, merci de compléter l'article en donnant les références utiles à sa vérifiabilité et en les liant à la section « Notes et références ».
Henry Boardman Conover est un militaire et un ornithologue américain, né le 18 janvier 1892 à Chicago et mort le 5 mai 1950 d’une pneumonie dans cette même ville.

## Biographie
Son père est Charles Hopkins Conover, homme d’affaires, et de Della Louise née Boardman. Il fait ses études à la Sheffield Scientific School de Yales où il est diplômé d’un Ph. B. en 1912. Il travaille d’abord comme ingénieur puis dans un service commercial à Chicago. Durant la Première Guerre mondiale, il sert comme lieutenant dans l’artillerie.
Le jeune Henry s’intéresse très tôt pour la nature : il collectionne des œufs d’oiseaux, élève divers animaux comme des caméléons, des perroquets ou des rats blancs. Son père l’encourage de son mieux, bien que n’étant pas chasseur lui-même, il offre une carabine lors du douzième anniversaire de son fils. Celui-ci découvre alors le monde de la chasse, passion de sa vie.
Il rencontre en 1919, Wilfred Hudson Osgood (1875-1947), conservateur du département des mammifères et des oiseaux au musée Field de Chicago. Peu doué en affaires, la situation professionnelle de Conover n’était pas fixée. Sous la direction de W.H. Osgood, il apprend les techniques pour les conservations des peaux d’oiseaux et participe à sa première expédition scientifique, au Venezuela, en 1920. Celle-ci le convainc d’abandonner les affaires pour se consacrer à l’histoire naturelle. Toujours guidé par W.H. Osgood, il commence l’étude des 133 oiseaux qu’il avait rassemblé au Venezuela.
Deux ans plus tard, il participe, avec W.H. Osgood et Colin Campbell Sanborn (1897-1962), à une expédition en Amérique du Sud, qui sera suivie par plusieurs autres les années suivantes. Une attaque de paludisme, contracté lors d’un voyage en Afrique, atteint durablement sa santé. Il développe un asthme à partir de 1942, ce qui l’oblige à restreindre ses voyages à l’Amérique du Nord.
Ses connaissances dans le monde de la chasse lui permettent de se spécialiser dans l’étude du gibier. Sa collection personnelle, enrichie grâce aux contacts qu’il entretient avec de nombreux chasseurs à travers le monde, atteint 18 000 spécimens dont une trentaine de types. Elle est aujourd’hui conservée au musée Field.
Conover fait paraître une quarantaine de publications et participe au quatrième et dernier volume de l’ouvrage The Catalogue of Birds of the Americas commencé par Charles Barney Cory (1857-1921) et continué par Carl Edward Hellmayr (1878-1944).
En 1950, Henry Boardman Conover meurt d'une pneumonie à son domicile de Chicago. Il avait 58 ans. Il est enterré au cimetière de Graceland à Chicago.